# Antiotricha directa
Antiotricha directa är en fjärilsart som beskrevs av Paul Dognin 1924. Antiotricha directa ingår i släktet Antiotricha och familjen björnspinnare.